# Hide-A-Way Hills, Ohio
Hide-A-Way Hills, Ohio (енгл. Hide-A-Way Hills) насељено је место без административног статуса у америчкој савезној држави Охајо.

## Демографија
По попису из 2010. године број становника је 794.
| Група             | 2000.    | 2010.       |
| Белци             | 0 (0,0%) | 779 (98,1%) |
| Афроамериканци    | 0 (0,0%) | 4 (0,5%)    |
| Азијати           | 0 (0,0%) | 2 (0,3%)    |
| Хиспаноамериканци | 0 (0,0%) | 3 (0,4%)    |
| Укупно            | 0        | 794         |